# Apogonini
Die Apogonini sind eine Tribus der Kardinalbarsche (Apogonidae), die küstennah in allen tropischen und subtropischen Meeren verbreitet ist.

## Merkmale
Apogonini-Arten sind kleine Kardinalbarsche die von rötlicher bis bräunlicher Farbe, manchmal aber auch annähernd transparent, sind. Schwärzliche oder bräunliche Markierungen können auf Kopf und Körper zu sehen sein. Die Schwanzflosse ist gegabelt oder abgerundet mit 15 verzweigten Flossenstrahlen. Die Hypuralia 1+2 sowie 3+4 sind zusammengewachsen.
Ober-, Unterkiefer und Gaumen sind mit schlanken Zähnen besetzt, auf dem Palatinum können sie auch fehlen. Nur eine Art besitzt größere Fangzähne auf Prämaxillare und Unterkiefer. Die Supramaxillare, ein Knochen des Oberkiefers, fehlt. Sechs Infraorbitalia (Augenringknochen). Die Schuppen der Seitenlinie haben jeweils eine Pore oben und eine unten. Grat und Kanten des Vorkiemendeckels (Preoperculum) sind glatt oder leicht gesägt. Magen und Darm sind hell (bei zwei Arten nicht).
- Flossenformel: Dorsale 1 VI, Dorsale 2 I/9; Anale II/8, Pectorale 11–16, Caudale 9+8.
- Schuppenformel: SL 23–25.
- Kiemenrechen: 9–19.
- Wirbel 10+14.

## Gattungen und Arten
Die Arten der Apogonini werden in fünf Gattungen eingeteilt:
- Gattung Apogon Lacépède, 1801.

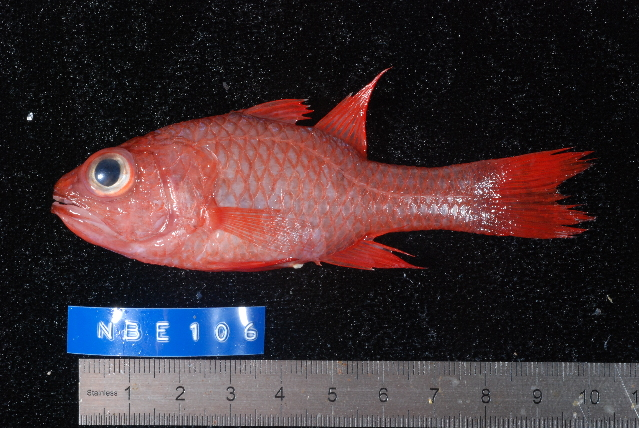
Apogon caudicinctus

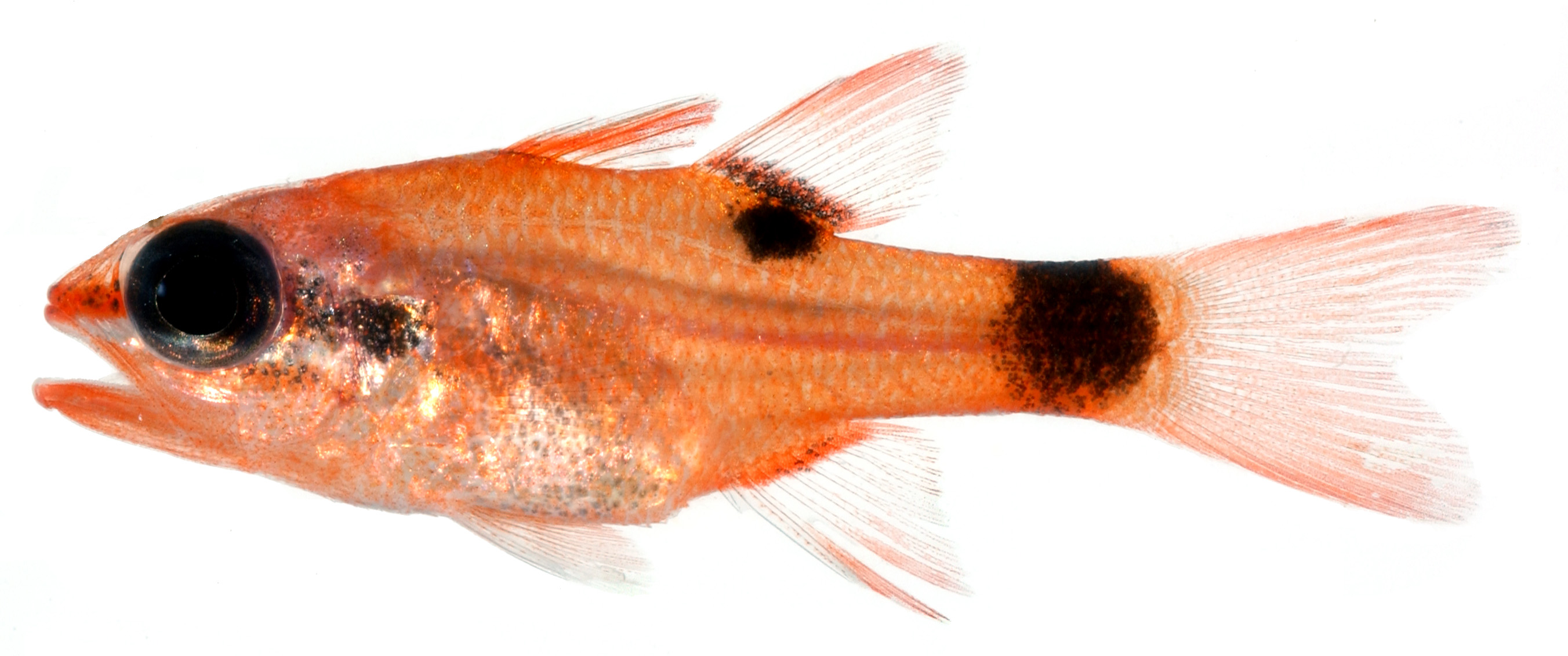
Apogon maculatus

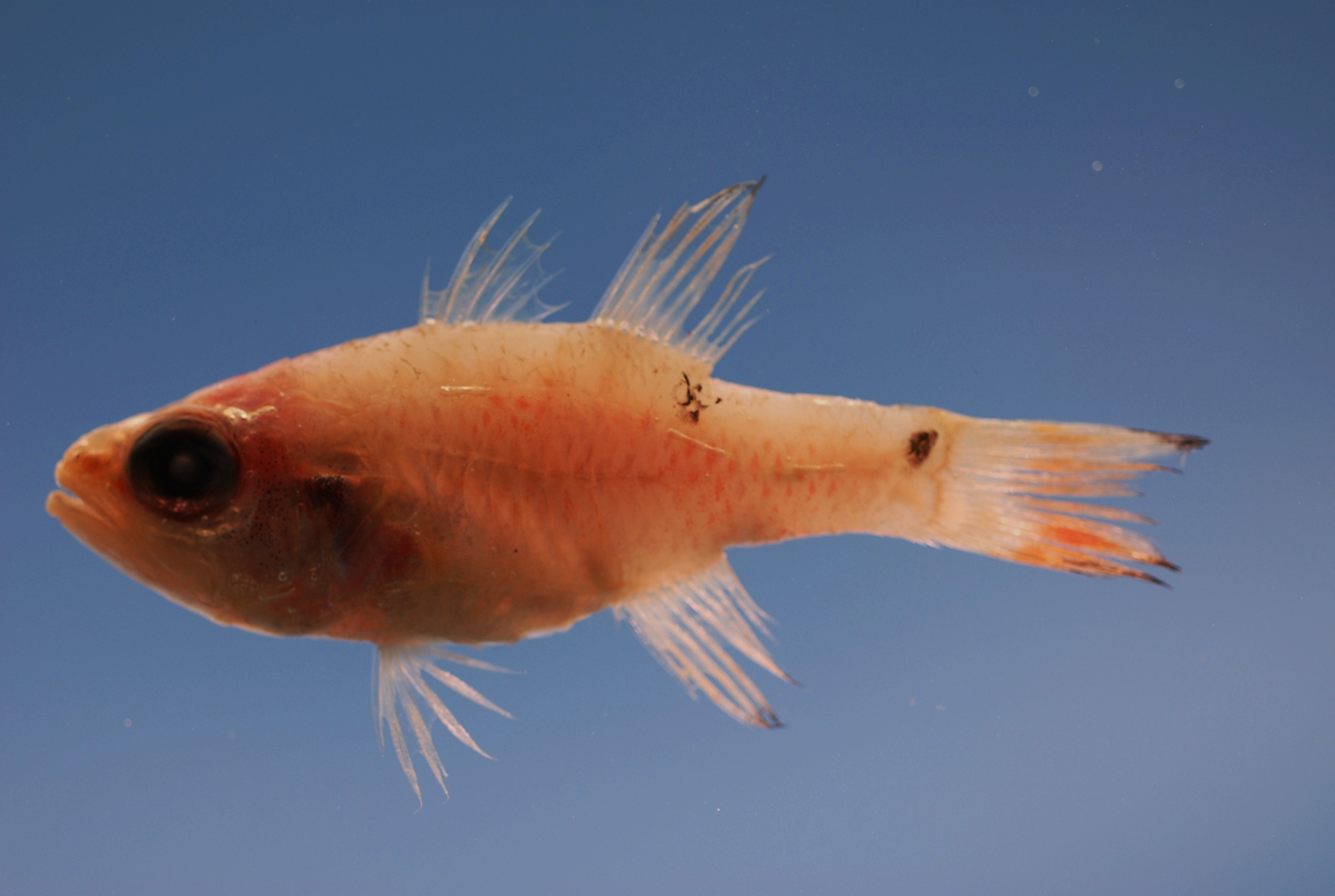
Apogon pseudomaculatus

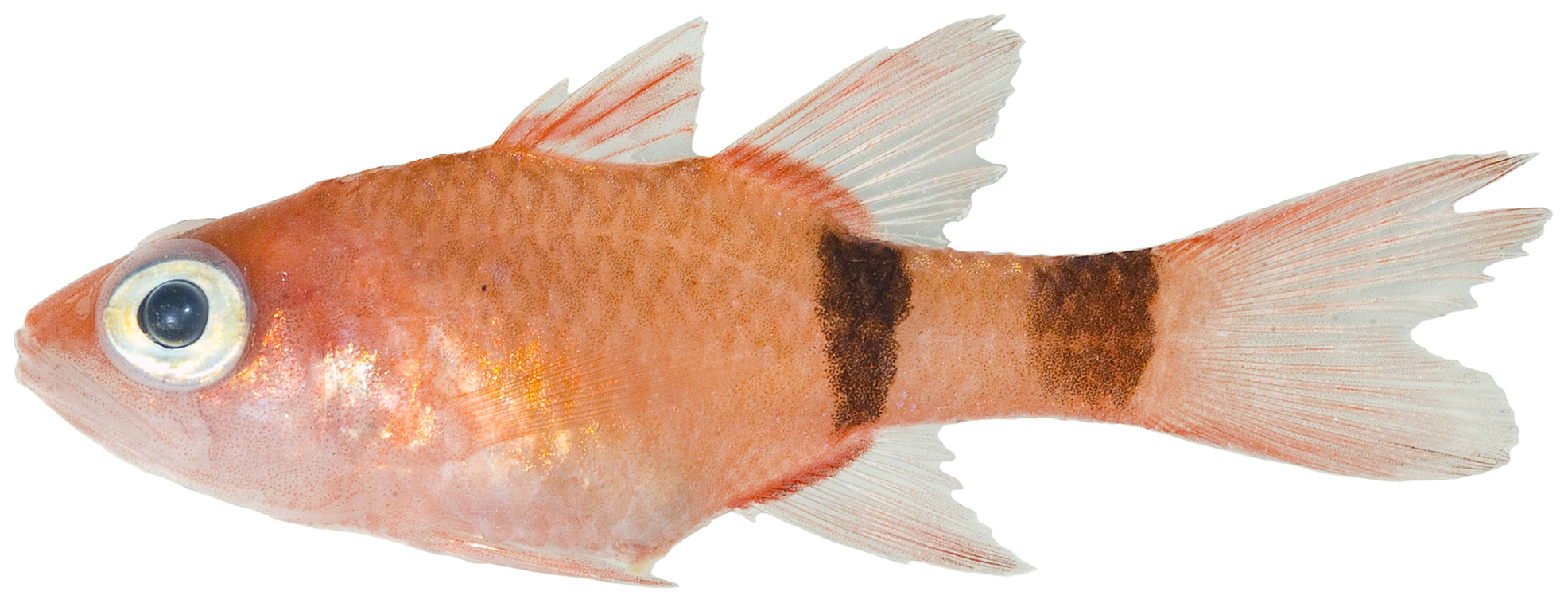
Apogon robinsi

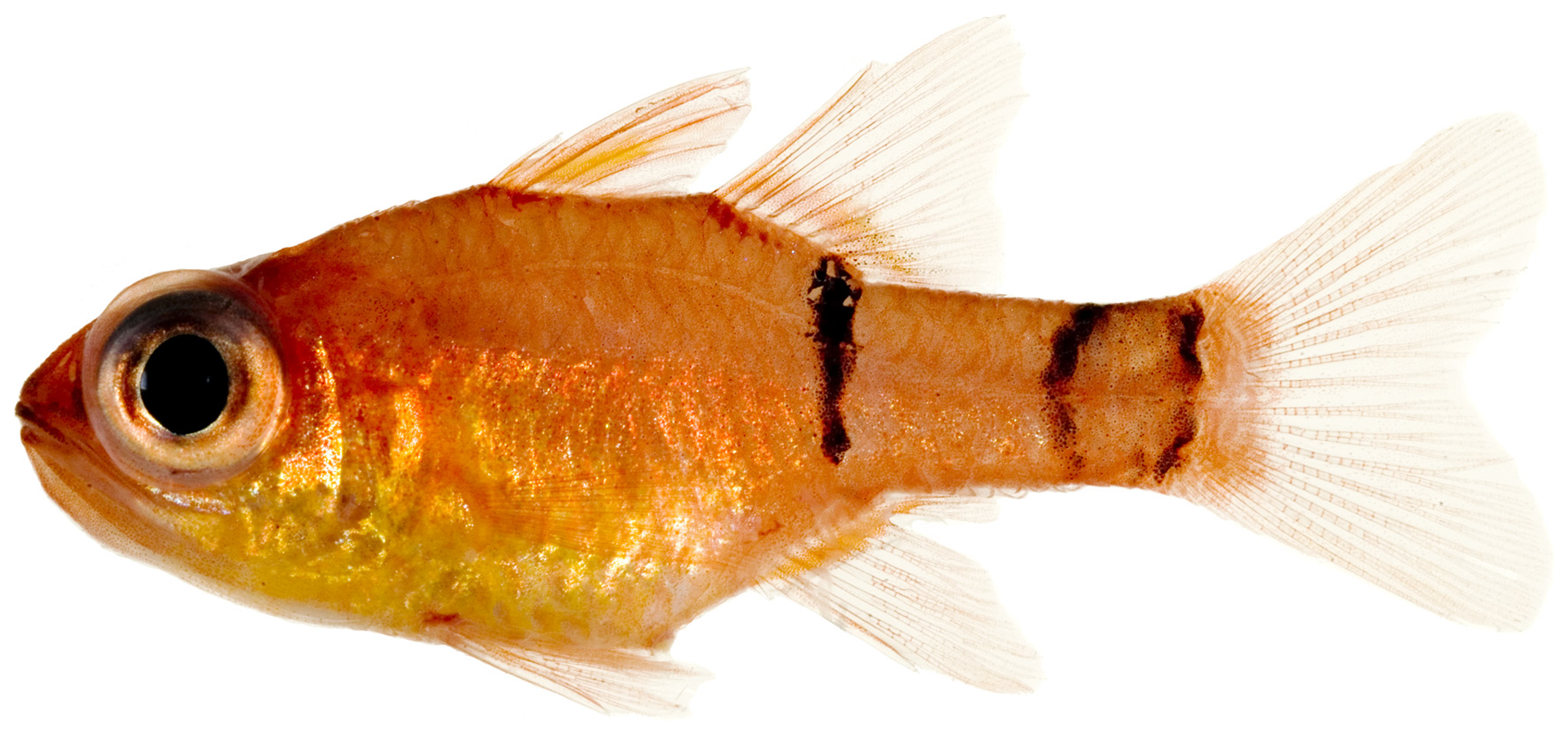
Apogon townsendi

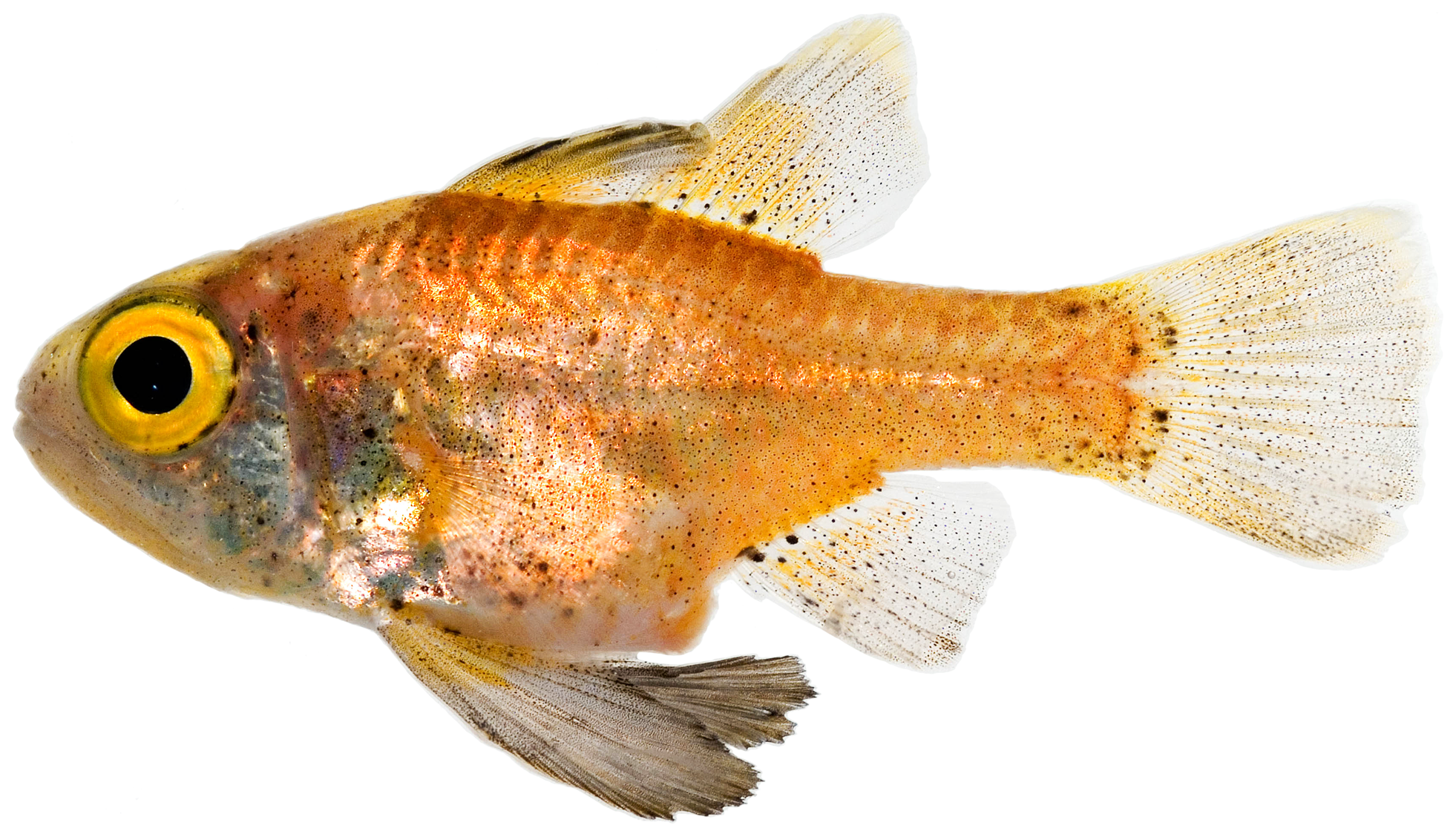
Astrapogon puncticulatus

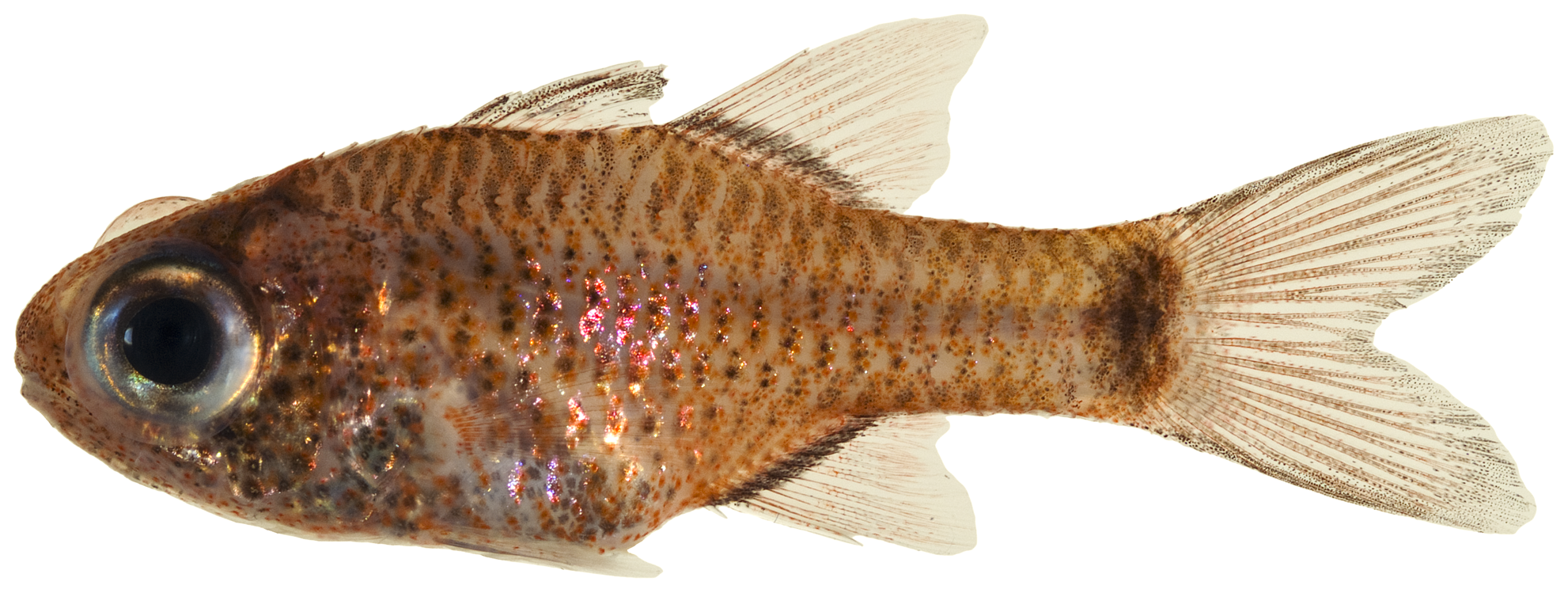
Phaeoptyx conklini

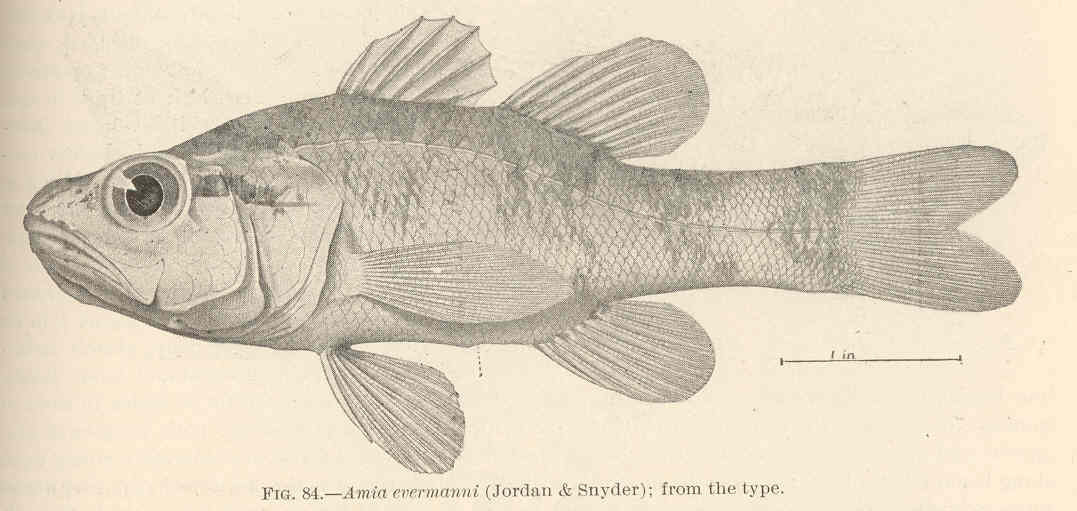
Zapogon evermanni

  - Apogon americanus Castelnau, 1855
  - Apogon atradorsatus	Heller & Snodgrass, 1903
  - Apogon atricaudus Jordan & McGregor, 1898
  - Apogon aurolineatus (Mowbray, 1927)
  - Apogon axillaris Valenciennes, 1832
  - Apogon binotatus (Poey, 1867)
  - Apogon campbelli Smith, 1949
  - Apogon caudicinctus Randall & Smith, 1988
  - Apogon coccineus Rüppell, 1838
  - Apogon crassiceps Garman, 1903
  - Apogon dammermani Weber & de Beaufort, 1929
  - Apogon deetsie Randall, 1998
  - Apogon dianthus Fraser & Randall, 2002
  - Apogon doryssa (Jordan & Seale, 1906)
  - Apogon dovii Günther, 1862
  - Apogon erythrinus Snyder, 1904
  - Apogon erythrosoma Gon & Randall, 2003
  - Apogon gouldi Smith-Vaniz, 1977
  - Apogon guadalupensis (Osburn & Nichols, 1916)
  - Meerbarbenkönig (Apogon imberbis) (Linnaeus, 1758)
  - Apogon indicus Greenfield, 2001
  - Apogon kautamea Greenfield & Randall, 2004
  - Apogon lachneri Böhlke, 1959
  - Apogon lativittatus Randall, 2001
  - Apogon leptocaulus Gilbert, 1972
  - Apogon maculatus (Poey, 1860)
  - Apogon marquesensis Greenfield, 2001
  - Apogon mosavi Dale, 1977
  - Apogon pacificus (Herre, 1935)
  - Apogon phenax Böhlke & Randall, 1968
  - Apogon pillionatus Böhlke & Randall, 1968
  - Apogon planifrons Longley & Hildebrand, 1940
  - Apogon posterofasciatus Allen & Randall, 2002
  - Apogon pseudomaculatus Longley, 1932
  - Apogon quadrisquamatus Longley, 1934
  - Apogon retrosella (Gill, 1862)
  - Apogon robinsi Böhlke & Randall, 1968
  - Apogon rubellus (Smith, 1961)
  - Apogon rubrifuscus Greenfield & Randall, 2004
  - Apogon seminigracaudus Greenfield, 2007
  - Apogon semiornatus Peters, 1876
  - Apogon susanae Greenfield, 2001
  - Apogon talboti Smith 1961
  - Apogon townsendi (Breder, 1927)
  - Apogon tricinctus (Allen & Erdmann 2012)
  - Apogon unicolor Steindachner & Döderlein, 1883
- Gattung Astrapogon Fowler, 1907.
  - Astrapogon alutus (Jordan & Gilbert, 1882)
  - Astrapogon puncticulatus (Poey, 1867)
  - Astrapogon stellatus (Cope, 1867)
- Gattung Paroncheilus Smith, 1964
  - Paroncheilus affinis (Poey 1875)
- Gattung Phaeoptyx Fraser & Robins, 1970
  - Phaeoptyx conklini (Silvester, 1915)
  - Phaeoptyx pigmentaria (Poey, 1860)
  - Phaeoptyx xenus (Böhlke & Randall, 1968)
- Gattung Zapogon Fraser 1972
  - Zapogon evermanni (Jordan & Snyder, 1904)
  - Zapogon isus (Randall & Böhlke 1981)